# Dorngespenstschrecke
Die Dorngespenstschrecke (Eurycantha calcarata) ist eine der bekanntesten Arten der Gespenstschrecken. Selten wird sie bezugnehmend auf das sehr feste Exoskelett der Imagines auch Panzerschrecke genannt. Außerdem finden sich auch die Namen Neuguinea Riesengespenstschrecke, Braune Dornengespenstschrecke oder einfach nur Riesengespenstschrecke, was in letzterem Fall zu Verwechslungen mit anderen ebenso bezeichneten größeren Gespenstschreckenarten führen kann. Weiterhin wird auch noch der Name „Riesendornschrecke“ gebraucht, welcher besser die zwar kleinere, aber nur unter diesem Trivialnamen zu findende Trachyaretaon carmelae bezeichnet. Auch der Name Stachelgespenstschrecke ist zu finden, ist aber ebenfalls nicht eindeutig, da auch er für andere in diesem Fall dornige bzw. stachlige Arten Verwendung findet.

## Merkmale
Die Weibchen von Eurycantha calcarata sind größer und insbesondere am Abdomen breiter als die Männchen. Sie haben einen deutlich erkennbaren Legeapparat (Ovipositor) und werden mit etwa 140 bis 150 Millimeter Länge größer als die etwa 120 Millimeter langen Männchen. Diese sind insgesamt schmaler, aber stärker sklerotisiert. Die Dornen, die beide Geschlechter am gesamten Seitenrand von Thorax und Abdomen tragen, sind leicht nach hinten gerichtet. Besonders auffällig sind die massigen Hinterschenkel der Männchen mit dem besonders großen mittleren Dorn. Während die Männchen von Eurycantha calcarata an den Unterschenkeln der Hinterbeine nur jeweils einen großen Dorn auf der Innenseite haben, besitzen die von Eurycantha horrida hier zwei. Die adulten Tiere können braun, schwarz oder grünlich gefärbt sein. Die Nymphen sind heller.

## Vorkommen und Lebensweise
Die Dorngespenstschrecke kommt in Papua-Neuguinea, Neukaledonien, Neuguinea und auf den Salomonen vor. Sie hält sich tagsüber in Sträuchern nahe dem Boden auf und ist vorwiegend nachtaktiv. Die Männchen können sehr aggressiv werden, wenn man sie reizt. Sie stellen sich auf die Vorder- und Mittelbeine, recken die bedornten Hinterbeine dem Angreifer entgegen und klappen bei Berührung die Unterschenkel zangenartig gegen die Schenkel, um dem Gegner die mächtigen Dornen der Schenkel in die berührenden Körperteile zu schlagen. Die Imagines können 1 bis 1,5 Jahre alt werden.

## Fortpflanzung
Einige Wochen nach der Paarung beginnen die Weibchen mit der Eiablage. Dazu bohren sie ihren Hinterleib in den Boden und legen dort die etwa acht Millimeter langen und vier Millimeter breiten, 80 Milligramm schweren, braunen Eier ab. Aus diesen schlüpfen schon nach vier Monaten die 25 Millimeter langen Nymphen. Diese sind während ihrer gesamten Entwicklung wesentlich lebhafter gezeichnet als die Imagines, wobei sie eine meist helle, oft grüne bis beige, flechtenartige Zeichnung zeigen. Bei ihrer Entwicklung durchlaufen die Männchen fünf, die Weibchen sechs Häutungen und sind nach vier bis sechs Monaten adult.

## Systematik
Die Dorngespenstschrecke wurde bereits 1869 von Hippolyte Lucas als Eurycantha calcarata beschrieben. Als Typusmaterial wurden zwei männliche Syntypen im Muséum national d’histoire naturelle in Paris hinterlegt. William Forsell Kirby beschrieb die Art 1904 sowohl als Eurycantha sifia, als auch unter dem Namen Eurycantha willeyi. Für die 2007 synonymisierte Eurycantha sifia sind zwei weibliche und zwei männliche Syntypen am Natural History Museum in London hinterlegt. Für die 2005 synonymisierte Eurycantha willeyi liegen die Syntypen am Museum der University of Cambridge. Redtenbacher beschrieb 1908 mit Eurycantha diabolus ein weiteres Synonym zu Eurycantha calcarata, welches schon 1929 von Klaus Günther als solches erkannt wurde. Deren fünf Syntypen sind verteilt auf die Sammlungen in den Naturkundemuseen von Wien, Hamburg, Berlin und Paris zu finden. Folgende Synonyme sind zu Eurycantha calcarata beschrieben worden:
- Syn. = Eurycantha diabolus Redtenbacher, 1908
- Syn. = Eurycantha sifia Kirby, 1904
- Syn. = Eurycantha willeyi Kirby, 1904

## Haltung im Terrarium
Dorngespenstschrecken sind relativ einfach zu halten. Sie fressen sowohl die als Phasmidenfutter sehr beliebten Blätter von Brombeeren und Himbeeren, als auch die verschiedener anderer Pflanzen wie Hasel oder Eiche und selbst Efeublätter werden nicht verschmäht. Allerdings neigen die Dorngespenstschrecken dazu die Blätter direkt am Blattgrund abzufressen, so dass häufiger frische, beblätterte Zweige angeboten werden müssen. Da die Tiere sehr gern trinken, sollte man die Futterpflanzen täglich ausgiebig mit lauwarmem Wasser besprühen. Ein zusätzliches flaches Trinkgefäß kann ebenfalls angeboten werden, wenn sichergestellt ist, dass keine kleineren Nymphen ertrinken können. Die Männchen neigen auch untereinander zu aggressivem Verhalten. Deshalb sollte man entsprechend große Terrarien wählen oder nur wenige Tiere gemeinsam halten.

Die Phasmid Study Group führt unter der PSG-Nummer 23 einen 1977 auf Neubritannien gesammelten Zuchtstamm. Außerdem wird unter der PSG-Nummer 44 noch eine zurzeit als unbeschriebene Unterart gehandhabte Form (Eurycantha calcarata ssp.) geführt. Diese ist vermutlich in den frühen 1980er Jahren aus Neuguinea eingeführt worden und unterscheidet sich vom anderen Stamm durch eine blassere Färbung, längere Dornen am Körper und die geringfügig größere Körperlänge. Mit diesen Merkmalen entspricht sie eher der Beschreibung von Eurycantha calcarata als die Tiere der PSG-Nummer 23. Mittlerweile sind beide Stämme stark miteinander vermischt worden und kaum noch in ihrer ursprünglichen Form zu finden.

## Bilder

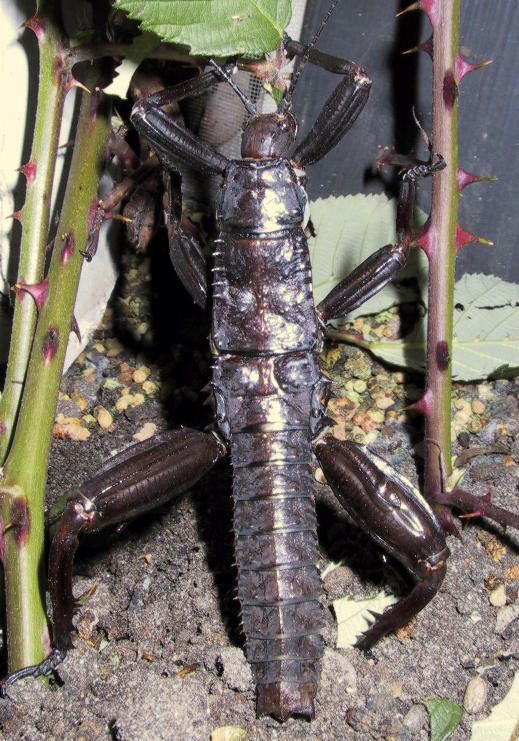
Männchen
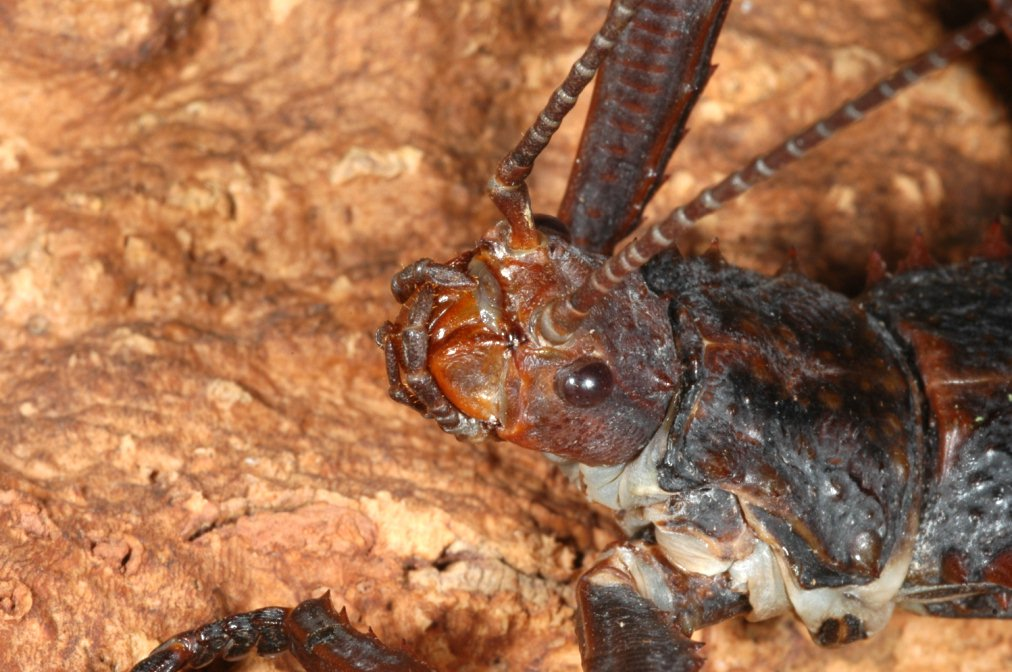
Porträt eines Männchens
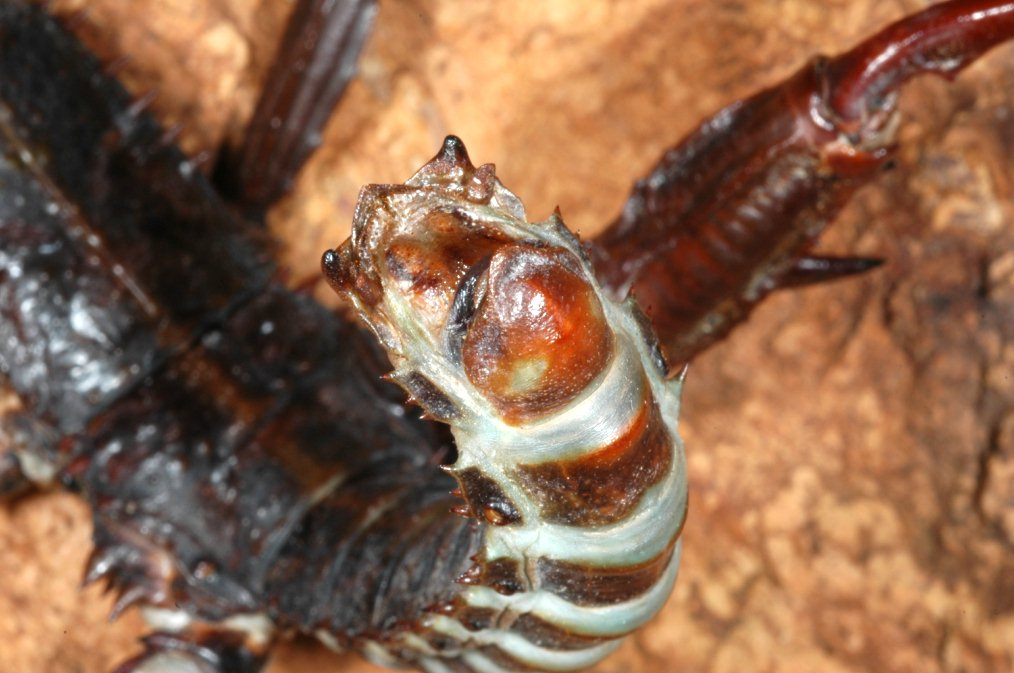
Hinterleib eines drohenden Männchens
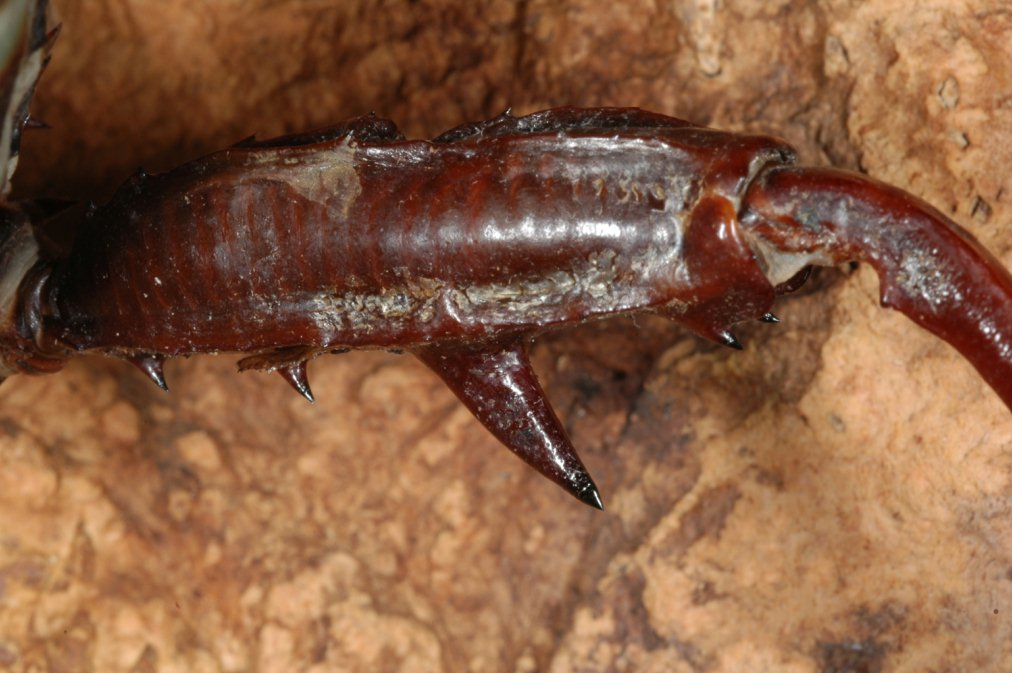
Im Kampf verletzter Hinterschenkel eines Männchens
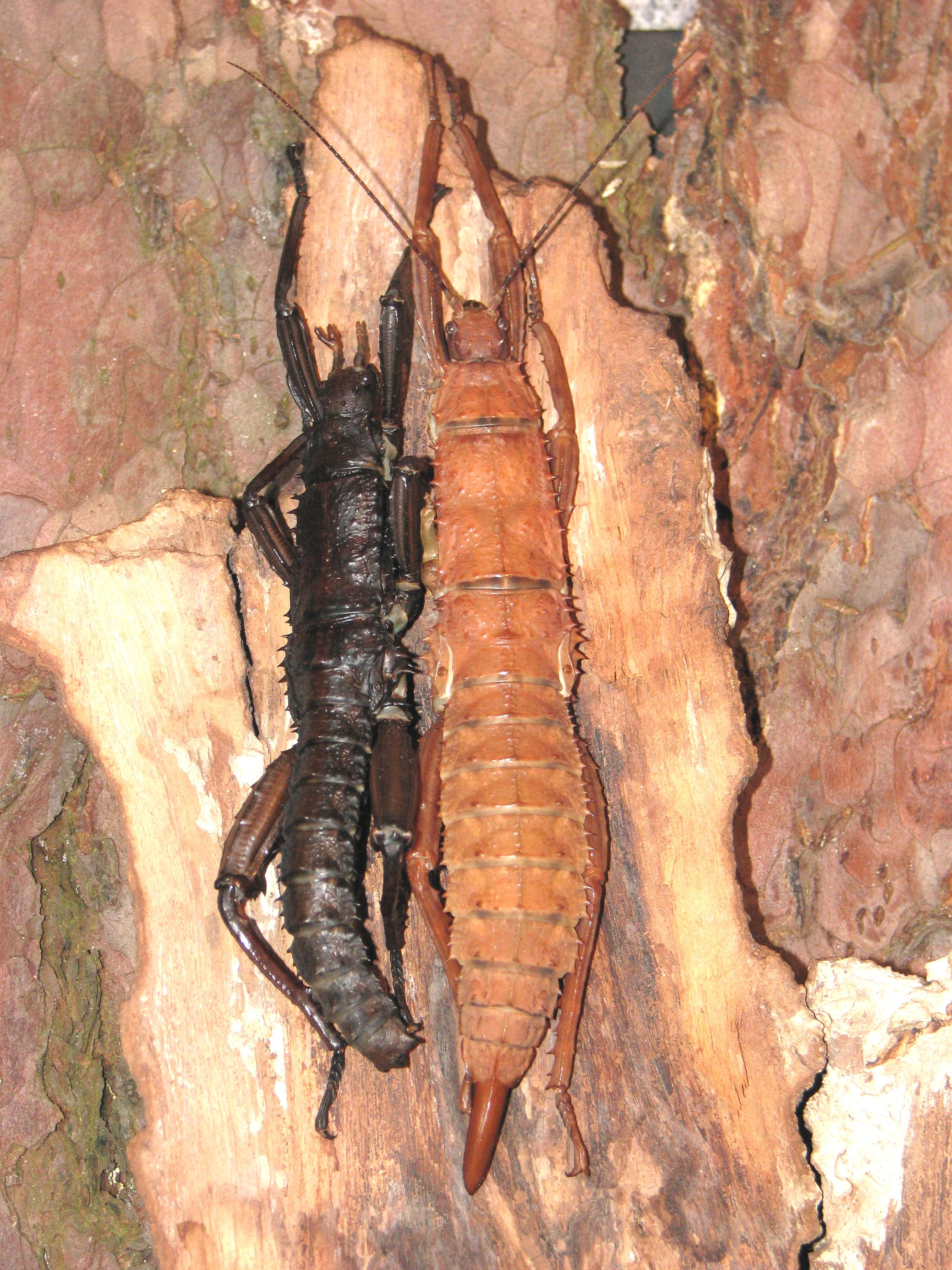
Paar; Männchen dunkel und mit fehlenden Fühlern
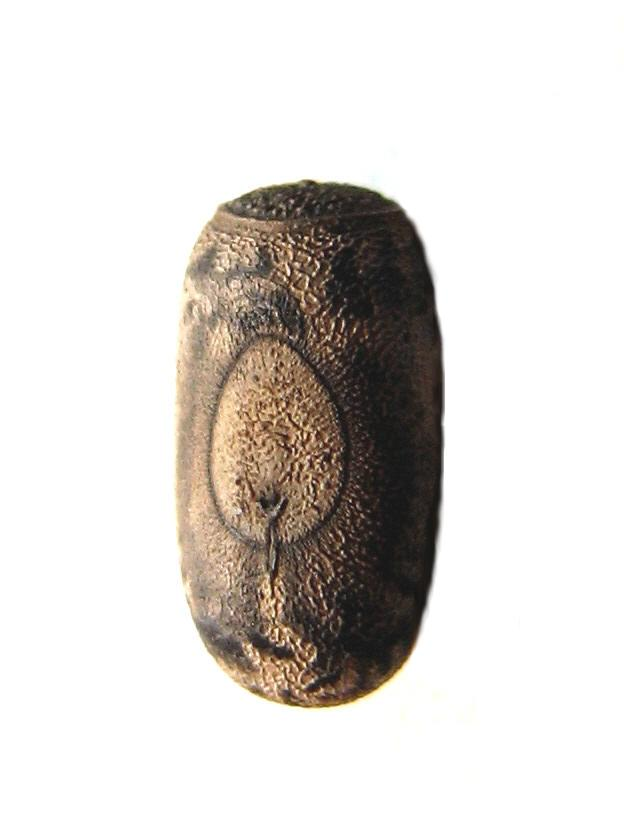
Ei
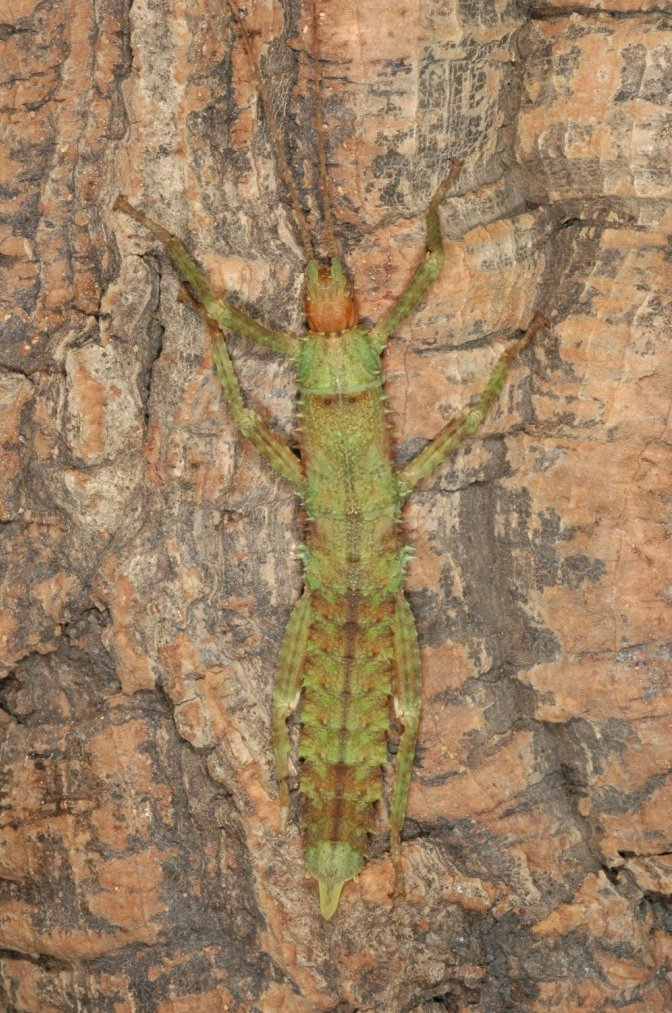
Weibliche Nymphe